# 惠州话
惠州话，又称惠城话、博罗话，東江本地話之一種。主要分布在廣東省惠州市惠城区和博罗县。此外惠阳区的平潭、良井、永湖、镇隆、秋长以及惠东县、龙门县之东江及西枝江两岸的村落也有不同程度的分布。

## 釋名
「惠州話」只是惠州市內其中一種方言，而惠州市域內，人口最多的是客家話（稱為惠阳话），惠州福佬话（閩南語之一種）、粵語也有一定的比例，还有其他更小的方言。
在惠州市稱為「本地话」、在博罗县稱為「博罗话」。亦有人稱之為「水西话」。博羅話發音與惠州話基本無異。

## 歸屬爭議

### 學術討論概述
惠州話等在粵東自稱「本地話」的幾種方言，都屬於客家話-粵語或客家話-閩語混合，區別僅僅在於客的成分多還是粵、閩的成分多；「這種混沌性既是嶺南底層語言與早期中原漢語相互接觸滲透的結果，也是宋元以來客、粵、閩幾種漢語方言雜處一地相互競爭影響的結果。」
惠州话是一种带有客家话又带有粤语特点的混合语言。从声调、声母、韵母、词汇特点、语法结构分析，惠州话既有近似客家语的成分，又有近同于粤语的成分，有學者認為惠州话在整体上偏向客家语属性）。1987年起有一場惠州「本地話」到底「姓粵」還是「姓客」的大爭論，一方是黃雪貞（1987，主張惠州話是深受粵語影響的客家話）、一方是劉叔新（1993，主張惠州話是深受客家話影響的粵語）。劉叔新通过对比广州话与惠州话的词汇，语法等特点，认为惠州话不应属于客家语方言而属粤语方言的一种。中國科學院中國語言地圖集1987年版和2012年版均將惠州話歸類為客家語，分別屬於惠州片和粵台片梅惠小片。

### 與客家民系的認同度
操惠州话之居民并不认同是客家话，亦不认同自己是客家人，而认为自己是「本地人」（学者刘镇发认为惠州话是独立于粤语、客家語之外的語言）。而從各地講惠州話的村落建築風格上看，本地與客家存在差異，惠州的客家人村落，老屋或者是祖屋都以圍屋形式，周邊的客家村鎮尤其明顯，圍屋的一個特點是，其祖先神位均在屋裡的一個廳；這與以本地話為主的村落是單獨建立一個宗祠的主要不同。從建築風格看，城裡及沿江兩邊的村落主要跟隨廣州地區的風格。

## 歷史源流
從歷史上來看，使用惠州話族群是相對於使用客家話的族群更早在東江流域範圍內生活，因此有本地話的說法，而在長期的歷史融合中，兩者保持相對獨立性。
惠州與河源市地處嶺南偏遠山區，在唐宋以前，除當地的百越土著（壯族、瑤族、苗人、疍家人、畲族（又特指輋族））和奉皇命「平南」軍隊，是中原漢人甚少涉足之地。據惠陽縣誌（2003）記載，至元末，今惠州所轄縣區共只9545戶45410人。換句話說，每平方公里只有不到1戶5人，基本上乃蠻荒之地。現在惠州與河源市600萬居民的祖先，大都是元末戰亂，明初建立衛所軍制和清初解除海禁令以後大批流入。
自明末清初以后大量的客家人迁徙惠州府。据调查得知，目前惠州市有迁徙源流的姓氏家族有99个，其中来自客家地区有53个，占54%，此外还有闽语地12个，他们绝大多数是明末清初迁来惠州的。至此在明末清初时已出现了“客强主弱”的现象（指的是人口比例）。因早期操惠州话的本地人（包括缚娄国后人及早期同化的中原人）大多数居住在东西（枝）江沿岸的府县城及墟镇和乡村。这些地方人口相对集中，又大多数是行政及商贸中心或靠近行政和商贸中心，而能将“本地话”延续下来一直保留至今。另一方面，客家人（有的是福佬人）就只能居住在山区或边远乡村。

## 語音
惠州话保留古汉语语音，如有入声等。惠州话有比较多的变调，变调规律较为复杂，也有文白异读的现象。

### 聲母
惠州話聲母共22個：
|        |        | 双唇音 | 唇齿音 | 齿龈音 | 龈腭音 | 软腭音 | 声门音 |
| ------ | ------ | ------ | ------ | ------ | ------ | ------ | ------ |
| 鼻音   | 鼻音   | m      |        | n      |        | ŋ      |        |
| 塞音   | 不送气 | p      |        | t      |        | k      | ʔ      |
| 塞音   | 送气   | pʰ     |        | tʰ     |        | kʰ     |        |
| 塞擦音 | 不送气 |        |        | ʦ      | ʨ      |        |        |
| 塞擦音 | 送气   |        |        | ʦʰ     | ʨʰ     |        |        |
| 擦音   | 清音   |        | f      | s      | ɕ      |        | h      |
| 擦音   | 浊音   |        | v      |        | ʑ      |        |        |
| 边音   | 边音   |        |        | l      |        |        |        |

### 韻母
惠州話韻母共53個：
| a  | ai | au  | am  | an  | aŋ  | ap  | at  | ak  |
| ɛ  | ɛi |     |     | ɛn  |     |     | ɛt  |     |
| ə  |    |     |     | ən  | əŋ  |     | ət  | ək  |
| i  |    | iu  | im  | in  |     | ip  | it  |     |
| ia |    | iau | iam |     | iaŋ | iap |     | iak |
| iɛ |    | iɛu | iɛm | iɛn |     | iɛp | iɛt |     |
| iɔ |    |     |     |     | iɔŋ |     |     | iɔk |
| u  | ui |     |     | un  |     |     | ut  |     |
| y  |    |     |     |     |     |     |     |     |
| yɛ |    |     |     | yɛn |     |     | yɛt |     |
| ŋ  |    |     |     |     |     |     |     |     |

另：ia iau iam iaŋ iap iak i iu im in it u ui un ut y單獨成韻時有輕微鼻化，鼻化程度不重。

### 聲調
惠州話共分7個聲調，其中上声、阴去、阴入字在词组中为上字（前字）时会变调。
| 调类         | 阴平 | 阳平 | 上声 | 阴去 | 阳去 | 阴入 | 阳入 |
| ------------ | ---- | ---- | ---- | ---- | ---- | ---- | ---- |
| 单字调值     | 33   | 11   | 35   | 213  | 31   | 45   | 21   |
| 连读上字调值 | 不变 | 不变 | 55   | 33   | 不变 | 55   | 不变 |

說明：惠州話的基本詞匯中並無55調，但總是在助詞和連續變調中出現，通常在聲調排列時，55調排在33調前。

## 词汇
老惠城话使用了较多的古汉语词汇，有大量的单音词。老惠城话和附近的方言共用一些词汇，但是也有一批独特的词汇。比如普通话里说的“天亮”，在广州话和客家话里都说“天光”，在老惠城话里说“天皓（hao）”。“水缸”老惠城话叫“水瓮（eng）”。

## 现状
在20世紀70年代之后，大量的外地人进入老惠城，老惠城和其他地区的交往也日益频繁。会说老惠城话的人口增多了，但是在人口中的比例下降了。现时，惠城區多通行普通话，而惠州广播电视台则有制作客家话电视及广播节目。